# Linia kolejowa Freital-Potschappel – Nossen
Linia kolejowa Freital-Potschappel – Nossen – dawna wąskotorowa linia kolejowa w Niemczech, w kraju związkowym Saksonia. Biegła ze stacji Freital-Potschappel w Freital przez Kesselsdorf, Wilsdruff i Mohorn do Nossen. Linia została zamknięta w 1972.